# 摇滚名人堂

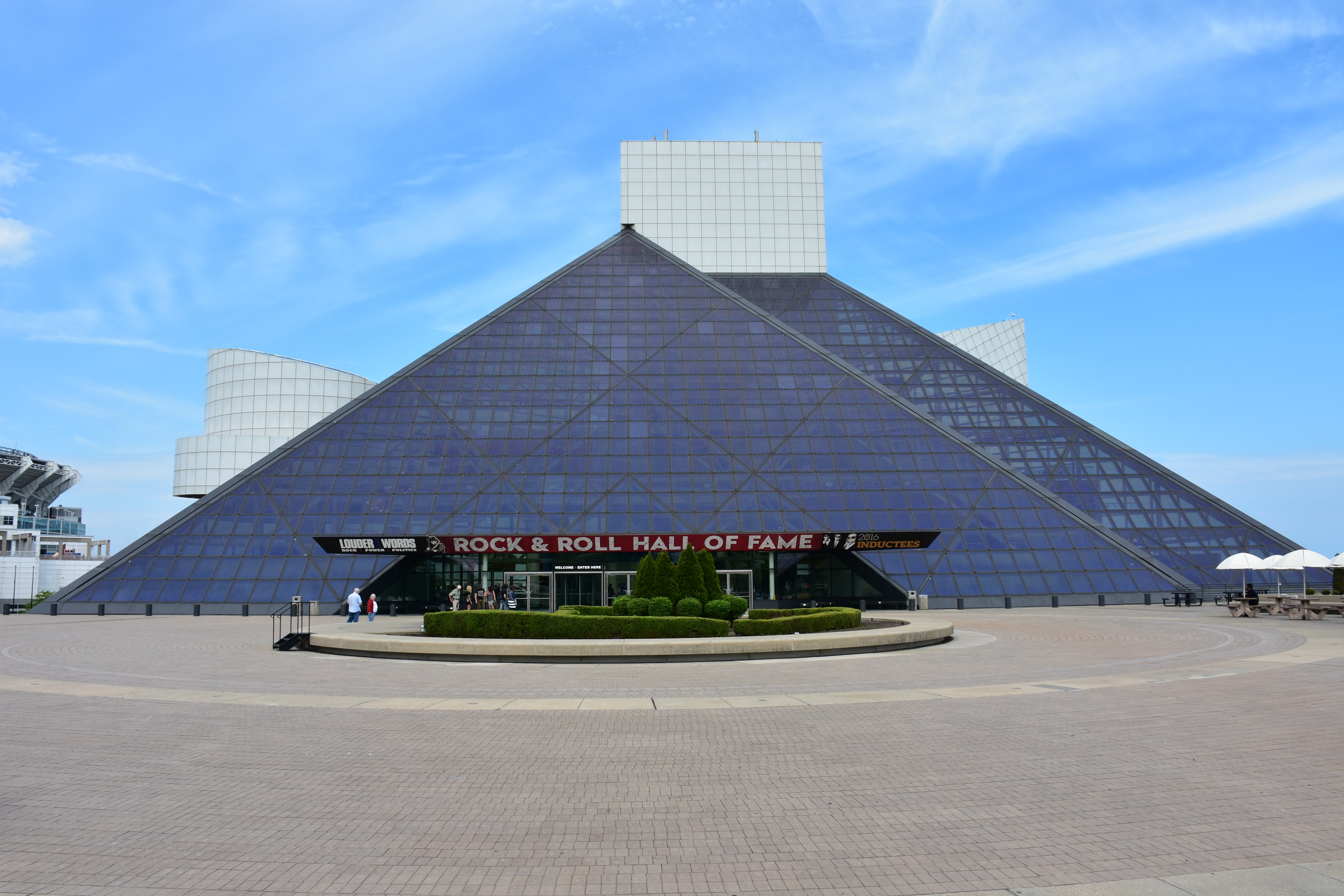
搖滾名人堂

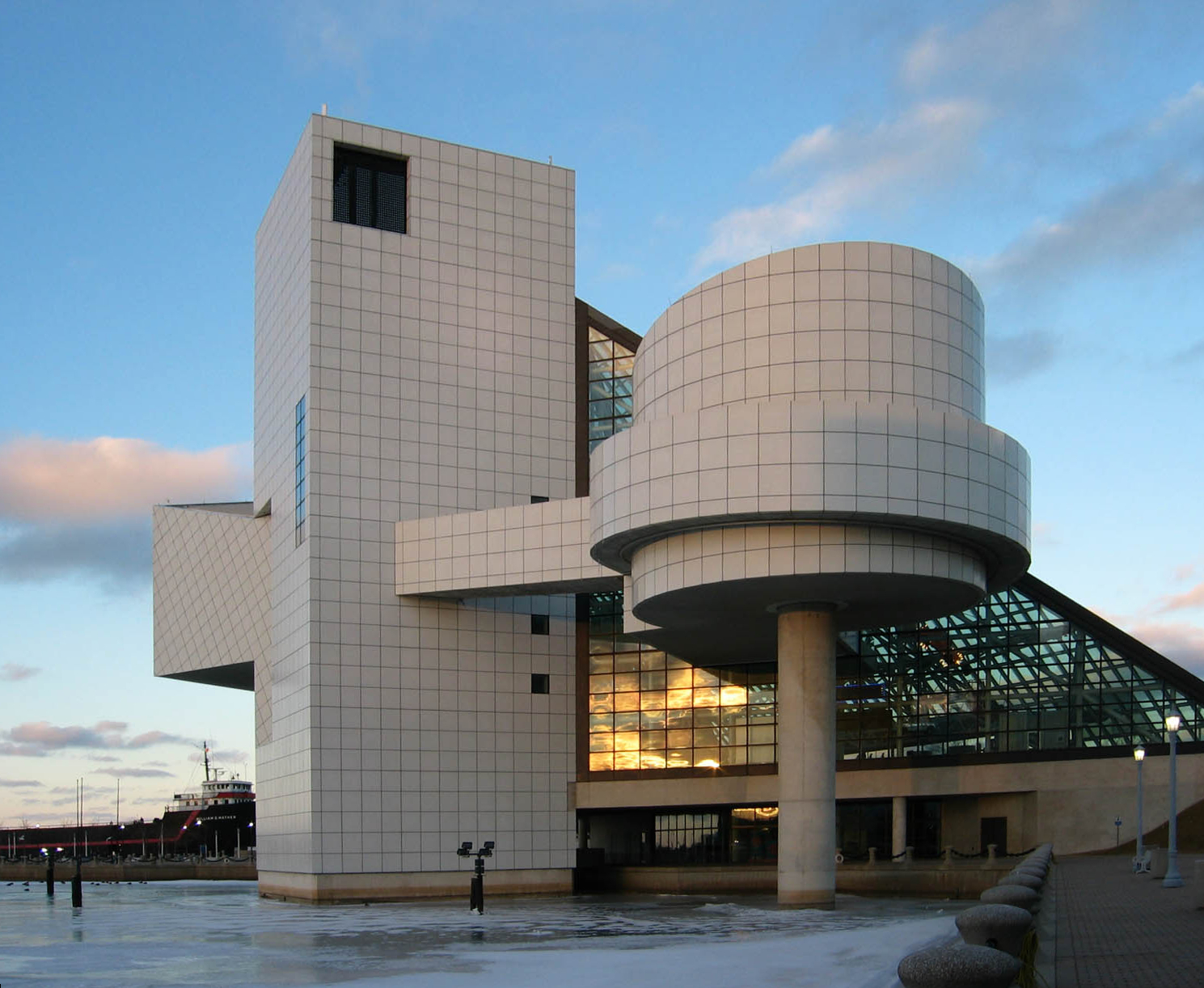
由貝聿銘設計的搖滾名人堂

摇滚名人堂（英語：Rock and Roll Hall of Fame）位於美国俄亥俄州克利夫兰市中心伊利湖岸邊的博物馆及研究机构，致力于纪录一些最知名和最有影响力的摇滚樂艺术家、唱片制作人、錄音室工程師和其他对唱片工业有重大影响的人物的历史。搖滾名人堂基金會成立於1983年4月20日，由大西洋唱片公司創始人兼董事長艾哈邁德·艾特根創立。1986年，克利夫蘭被選為名人堂的永久居所。

## 入選者

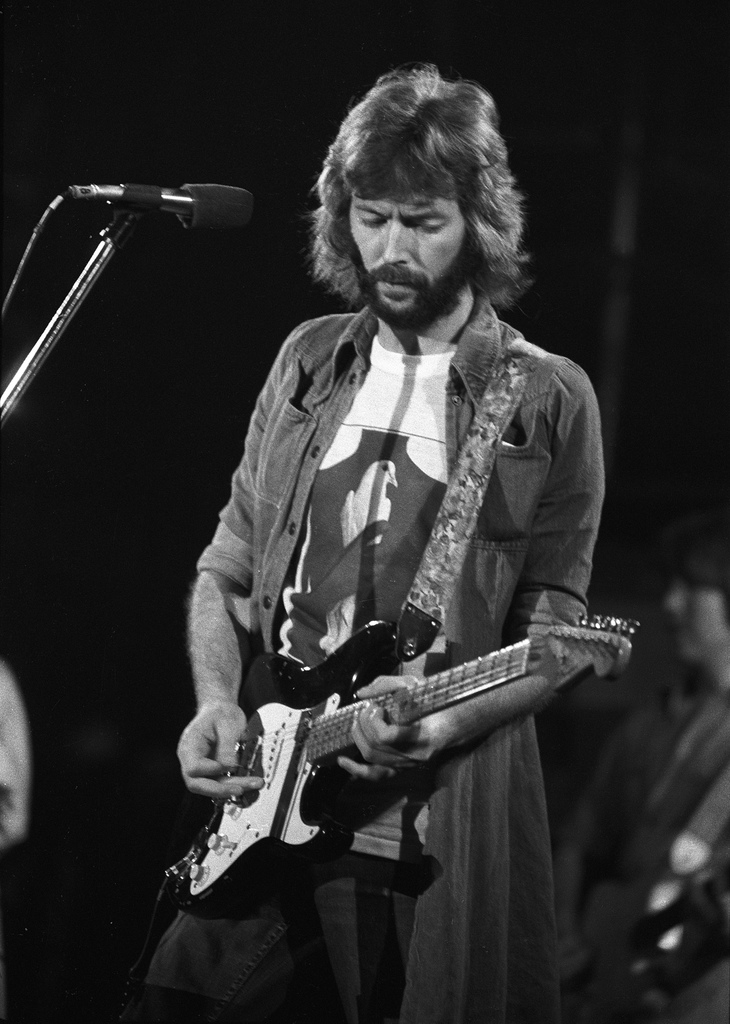
英國吉他手、歌手和詞曲作者艾瑞克·克萊普頓是目前唯一入選三次搖滾名人堂的音樂家

藝術家們將在年度入選儀式中入駐搖滾名人堂。多年來，大部分儀式都在紐約市華爾道夫酒店舉行。1993年1月12日在洛杉磯舉行，並於2013年再次舉行。1997年5月6日，搖滾名人堂與博物館開幕後，約一年半，儀式在克利夫蘭舉行，2009年和2012年再次回到克利夫蘭。目前計劃要求每三年要在克利夫蘭舉行一次儀式。一般來說，入選人數從六到十幾位。幾乎所有還健在的入選者都會參加了這些儀式，並且他們會由另一位藝術家頒發給他們的名人堂獎，這位藝術家受到了該入選者的音樂影響。主持人和受邀者都會在頒獎儀式上發言，這些儀式當中還包括許多音樂表演。1986年1月23日第一批表演入選者有艾維斯·普里斯萊，詹姆斯·布朗，小理查，胖子多米諾，雷·查爾斯，查克·貝里，山姆·庫克，埃弗里兄弟，巴迪·霍利和傑瑞·李·劉易斯。被引入早期影響者有羅伯·強生，吉米·羅傑斯和吉米·揚西；獲得終身成就獎為約翰·哈蒙德；非表演者被列入有艾倫·弗里德和山姆·菲利普斯。

### 表演者入選
由搖滾樂歷史學家組成的提名委員會為“表演者”類別（歌手、聲樂團體、樂團和各類樂器演奏家）選擇名稱，然後由全球約500名專家進行投票。被選中提名委員會的人包括學者、記者、唱片製作人，以及其他具有音樂行業經驗的人。入選的藝術家在第一張唱片發行25年後便有資格獲得遴選歸納。遴選標準包括藝術家對搖滾樂發展和永續的貢獻之影響力和意義。入選時，表演者必須獲得最高的選票數，並且還要獲得超過50％的選票。每年大約有五到七名表演者入選。

### 早期影響入選者
早期影響入選者包括來自早期時代的藝術家，主要是鄉村音樂、民間音樂、爵士音樂和藍調音樂，他們的音樂激勵並影響了搖滾樂的藝術家。值得關注的早期影響的藝術家包括比爾·肯尼和其參與的墨跡樂團原始團員(Bill Kenny，Deek Watson，Charlie Fuqua和Hoppy Jones)，鄉村音樂家吉米·羅傑斯和漢克·威廉姆斯，藍調音樂家嚎狼和馬迪·沃特斯以及爵士音樂家傑利·羅爾·莫頓和路易斯·阿姆斯特朗。之後2000年是納·京·高爾和比莉·哈樂黛。直到2009年，當山區鄉村搖滾樂歌手萬達·傑克森入選時，她與此類別的早期影響入選者不同，傑克遜的職業生涯幾乎是1955年傳統的“搖滾時代”後所發生的。

### 艾哈邁德·艾特根終身成就獎
在此之前的“非表演者”的獎項包括那些主要在音樂行業幕後工作的人，包括唱片公司的高階主管，詞曲作者，唱片製作人，唱片騎師，音樂會發起人和音樂記者。除了2007年和2009年以外，這一類別每年至少有一名入選者。在名人堂聯合創始人艾哈邁德·艾特根去世後，該獎項於2008年更名為以他為名的榮譽。

### 音樂卓越獎
前身為“Sidemen”獎，這一類獎項是在2000年推出，表彰一些優秀退休的錄音室伴奏樂師和演唱會伴奏樂師這些陪襯支持表演者的音樂家。該類別於2004年至2007年期間處於休眠狀態，並於2008年重新啟動。該榮譽在2010年更名為“音樂卓越獎”。根據搖滾名人堂基金會主席Joel Peresman的說法，“該獎項給予我們可以靈活地潛入一些事物，並認可一些通常不會被認識的人。」

## 外部連結
- 摇滚名人堂官方网站 （页面存档备份，存于）